# Белги (село)
Белги (тадж. Белгӣ) — деха́ (сельский населённый пункт) в Раштском районе РРП Таджикистана. Входит в состав сельской общины (джамоата дехота) Каланак, его Административный центр. Расстояние от села до центра района (пгт Гарм) — 12 км. Население — 962 человек (2017 г.), таджики. Население в основном занято сельским хозяйством (животноводство и растениводство). Земли орошаются главным образом водами реки Сиёхоб.